# Opočno u Loun
Opočno (deutsch Opotschna) ist eine Gemeinde in Tschechien. Sie liegt sieben Kilometer südwestlich von Louny und gehört zum Okres Louny.

## Geographie
Opočno befindet sich am nördlichen Fuße der Džbán-Berge linksseitig des Baches Hasina. Südöstlich erhebt sich der Holý vrch (300 m), im Süden der Okrouhlík (440 m) und im Südwesten der Ovčí vrch (Schafberg, 317 m). Durch den Ort führt die Bahnstrecke Rakovník–Louny.
Nachbarorte sind Malnice im Norden, Jimlín und Cítoliby im Nordosten, Líšťany im Osten, Zbrašín und Hořany im Südosten, Touchovice im Süden, Lipno im Südwesten, Lipenec im Westen sowie Skupice im Nordwesten.

## Geschichte
Auf dem Holý vrch gefundene Keramikreste aus der Zeit zwischen 750 und 400 v. Chr. sind der Hallstattkultur zuzuordnen.
Die erste schriftliche Erwähnung des Freigutes und Vladikensitzes Opočno erfolgte im Jahre 1358. Herren von Kolowrat erwarben um 1405 Opočno, 1453 fiel ihnen die Herrschaft Jimlín zu und beide wurden vereinigt. Die Feste Opočno diente als Sitz der Herrschaft. Zwischen 1465 und 1474 errichtete Albrecht von Kolowrat an Stelle der alten Feste in Jimlín die Burg Nový Hrad (Neuschloß). Nach der Vollendung dieses zu den letzten in Böhmen errichteten Burgen gehörenden Baus, diente die Feste Opočno als Sitz herrschaftlicher Beamter. Aus dem Jahre 1511 ist die Existenz eines Weinberges überliefert. Seit den 1570er Jahren hatte Opočno evangelische Pfarrer. 1573 kaufte Johann d. Ä. Popel von Lobkowitz die Herrschaft Neuschloß von den Novohradský z Kolovrat. Václav Franěk von Liběchov, der Neuschloß 1580 erworben hatte, verkaufte den Besitz 1588 an die Vřesovec von Vresovice. Zu dieser Zeit bestand neben der Feste eine Brauerei und Mälzerei. In der ersten Hälfte des 17. Jahrhunderts entstand eine Pfarrschule. 1630 kaufte Johann von Aldringen die Herrschaft. Er ließ im selben Jahre wieder einen Katholiken als Pfarrer einsetzen. 1634 fiel der in kaiserlichen Diensten stehende Feldherren und die Herrschaft Neuschloß wurde dem Prämonstratenserkloster Strahov übergeben. 1651 erwarb Christian Wilhelm von Brandenburg die durch den Dreißigjährigen Krieg verwüstete Herrschaft. Die Feste einschließlich der Wirtschaftsgebäude war erloschen und ihre Reste wurden im Laufe der Zeit zur Gänze abgetragen. In der berní rula von 1654 sind für Opočno zwölf Wirtschaften, davon ein Bauer und acht Beisassen ausgewiesen. Ab 1670 gehörte die Herrschaft Gustav Adolph von Varrensbach, 1715 ging sie in den Besitz von Anna von Löwenegg über. 1757 bestand Opočno aus elf Wirtschaften. Im Jahre 1767 erwarb Joseph I. zu Schwarzenberg die Herrschaft. Nach dem Brand des Pfarrhauses im Jahre 1787 wurde es an neuer Stelle wieder errichtet. 1802 legte ein Großfeuer einen großen Teil des Dorfes einschließlich der Schule und der Kirche in Schutt und Asche. 1828 bestand Opočno aus 35 Häusern und hatte 187 Einwohner. 1846 lebten in dem Dorf 238 Menschen. Die Bevölkerung war gemischtsprachig, wobei die Tschechen, den größeren Anteil stellten.
Nach der Aufhebung der Patrimonialherrschaften bildete Opočno / Opotschna ab 1850 einen Ortsteil der Gemeinde Imling im Bezirk Postelberg. Ab den 1860er Jahren trug die Gemeinde den Namen Spojená obec Jimlín, Opočno a Nové Hrady /Ortschaften Opočno, Neuschloß und Imling. 1869 beantragte die Gemeinde in Prag erfolglos die Überweisung in den Launer Gerichts- und politischen Amtsbezirk. Nach der Auflösung des politischen Bezirks Postelberg wurde sie dem Bezirk Saaz zugewiesen und verblieb beim Gerichtsbezirk Postelberg. 1870 wurde der Schulunterricht auch in tschechischer Sprache aufgenommen, bis dahin war nur in Deutsch unterrichtet worden. 1892 wurde eine neue vierklassige Schule eingeweiht. 1904 lebten in den 54 Häusern des Dorfes 300 Menschen. Am 24. September 1904 wurde durch die Eisenbahn Rakonitz–Laun der Zugverkehr auf der Bahnstrecke Rakovník–Louny aufgenommen. 1921 entstand die politische Gemeinde Opočno. 1930 lebten in den 77 Häusern von Opočno 329 Menschen. Nach dem Münchner Abkommen verblieb der Ort 1938 bei der Tschechoslowakei und wurde dem Okres Louny angeschlossen. Mit Beginn des Jahres 1961 wurde Opočno nach Jimlín eingemeindet. 1981 kam das Dorf als Ortsteil zu Hřivice. Im November 1990 entstand die Gemeinde wieder. Opočno hatte im Jahre 1990 105 Einwohner und bestand aus 70 Wohnhäusern. Das Dorf ist ein traditioneller Hopfenbauort.

## Gemeindegliederung
Für die Gemeinde Opočno sind keine Ortsteile ausgewiesen.

## Sehenswürdigkeiten
- Kirche Mariä Himmelfahrt, errichtet 1710–1713 anstelle eine abgebrannten spätgotischen Vorgängerbaus
- Statue des hl. Johannes von Nepomuk aus der Mitte des 18. Jahrhunderts, am Dorfanger

## Ehrenbürger
- Josef Kalaš (1925–1994), Forstingenieur und ab 1990 Bürgermeister